# Amphioplus pectinatus
Amphioplus pectinatus is een slangster uit de familie Amphiuridae.
De wetenschappelijke naam van de soort werd in 1933 gepubliceerd door Theodor Mortensen.